# Dermot Mulroney
Dermot Mulroney (Alexandria, 31 ottobre 1963) è un attore statunitense.
Attivo dal 1986, è noto per i ruoli nei film Young Guns - Giovani pistole, Samantha, I dannati di Hollywood, Il matrimonio del mio migliore amico, The Last Outlaw, A proposito di Schmidt, e I segreti di Osage County. Mulroney ha interpretato il principale antagonista nella serie NBC Crisis, Francis Gibson.

## Biografia
Mulroney è nato ad Alexandria, Virginia. Sua madre, Ellen, era una casalinga e un'attrice dilettante originaria di Manchester, Iowa, e suo padre, Michael Mulroney, era un professore di legge (e pilota di corse amatoriali) alla Scuola di giurisprudenza della Villanova University, originario di Elkader, Iowa. Ha una sorella, Moira e tre fratelli, Conor, Kieran (anche lui attore) e Sean. Alcuni degli antenati di Mulroney emigrarono dalla Contea di Donegal e dalla contea di Mayo in Irlanda durante la Grande Carestia irlandese; è per sette ottavi irlandese e per un ottavo di ascendenza tedesca. Mulroney ha frequentato la Maury Elementary School ed ha suonato il violoncello nelle orchestre scolastiche e giovanili della città, oltre a recitare nel teatro della comunità per bambini. Mulroney ha frequentato l'Interlochen Arts Camp come violoncellista. Successivamente ha frequentato la T.C. Williams High School (1981) e la Northwestern University (laurea in Comunicazione nel 1985) a Evanston, Illinois, dove è stato membro della confraternita dei Phi Gamma Delta.
Debutta nel 1988 nel film di Blake Edwards Intrigo a Hollywood, seguito da Young Guns - Giovani pistole e da Che mi dici di Willy?. Interprete di molti film tra cui Samantha - Il sorriso della vita, Nome in codice: Nina, remake americano di Nikita, Gli anni dei ricordi e Si gira a Manhattan del 1995, poi lavora Kansas City del 1996 e nel 1997 raggiunge una certa popolarità grazie al film Il matrimonio del mio migliore amico con Julia Roberts. Nel 2001 recita ne La sicurezza degli oggetti seguito da A proposito di Schmidt, nel 2005 è nel cast de La neve nel cuore con Sarah Jessica Parker. Nel 2006 lavora con il regista David Fincher in Zodiac e con Garry Marshall nella commedia Donne, regole... e tanti guai!. Nel 2011 debutta alla regia con la commedia romantica Love, Wedding, Marriage, interpretata da Mandy Moore e Kellan Lutz.

### Vita privata

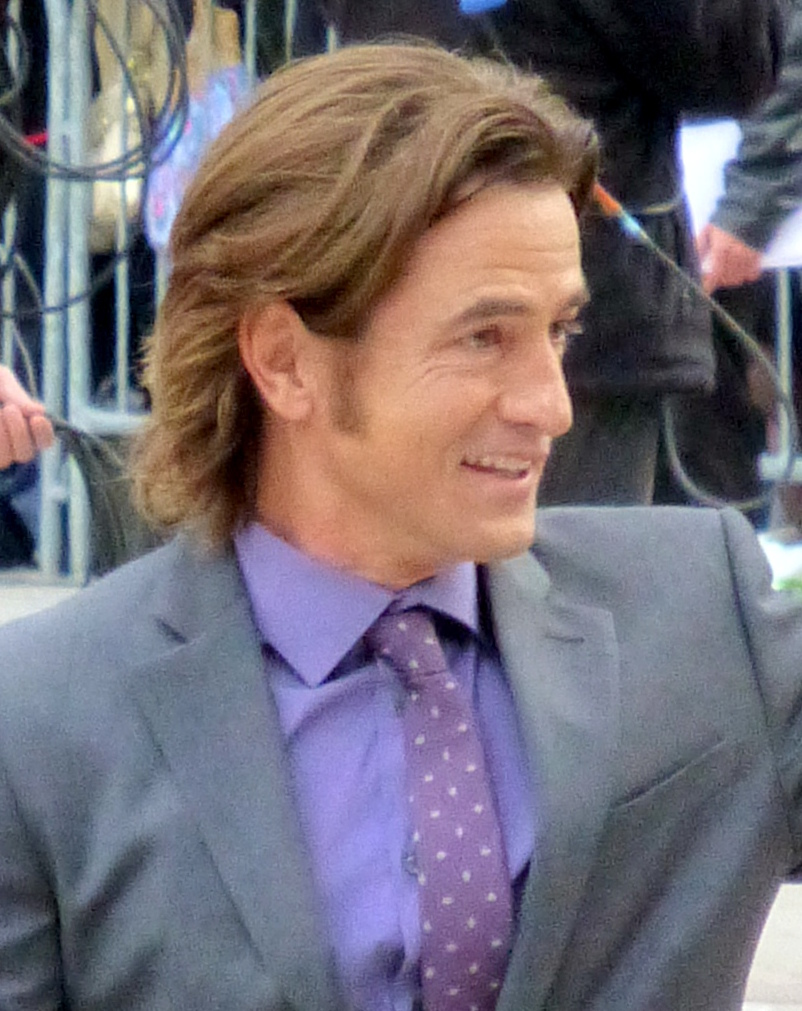
Dermot Mulroney al Toronto International Film Festival per la prima de I segreti di Osage County (2013)

Dal 1990 al 2007 è stato sposato con l'attrice Catherine Keener, con la quale ha avuto un figlio di nome Clyde (1999).
Nel 2004 si è legato alla produttrice Tharita Catullé, figlia della cantante Emy Cesaroni, che ha sposato nel 2008 e dalla quale ha avuto due figlie: Mabel Ray (2008) e Sally June Mulroney (2009).

### Curiosità
È spesso confuso con l'attore Dylan McDermott, tanto che la trasmissione satirica Saturday Night Live ne ha fatto uno sketch (stagione 38, 2012). I due attori hanno deciso di sfruttare la cosa a loro favore in una puntata dello show "L.A. to Vegas".

## Filmografia

### Attore

#### Cinema
- Intrigo a Hollywood (Sunset), regia di Blake Edwards (1988)
- Young Guns - Giovani pistole (Young Guns), regia di Christopher Cain (1988)
- Survival Quest, regia di Don Coscarelli (1989)
- Scelta di vita (Staying Together), regia di Lee Grant (1989)
- Che mi dici di Willy? (Longtime Companion), regia di Norman René (1990)
- Tutto può accadere (Career Opportunities), regia di Bryan Gordon (1991)
- Gli angeli volano basso (Bright Angel), regia di Michael Fields (1991)
- I dannati di Hollywood (Where the Day Takes You), regia di Marc Rocco (1992)
- Samantha - Il sorriso della vita (Samantha), regia di Stephen La Rocque (1992)
- Nome in codice: Nina (Point of No Return), regia di John Badham (1993)
- Quella cosa chiamata amore (The Thing Called Love), regia di Peter Bogdanovich (1993)
- Bad Girls, regia di Jonathan Kaplan (1994)
- I ribelli (There Goes My Baby), regia di Floyd Mutrux (1994)
- Angels (Angels in the Outfield), regia di William Dear (1994)
- Copycat - Omicidi in serie (Copycat), regia di Jon Amiel (1995)
- Gli anni dei ricordi (How to Make an American Quilt), regia di Jocelyn Moorhouse (1995)
- Si gira a Manhattan (Living in Oblivion), regia di Tom DiCillo (1995)
- Box of Moonlight, regia di Tom DiCillo (1996)
- Effetto black out (The Trigger Effect), regia di David Koepp (1996)
- Kansas City, regia di Robert Altman (1996)
- Bastard Out of Carolina, regia di Anjelica Huston (1996)
- Il matrimonio del mio migliore amico (My Best Friend's Wedding), regia di P. J. Hogan (1997)
- Goodbye Lover, regia di Roland Joffé (1998)
- Per amore... dei soldi (Where the Money Is), regia di Marek Kanievska (2000)
- Trixie, regia di Alan Rudolph (2000)
- Sesso ed altre indagini (Investigating Sex), regia di Alan Rudolph (2001)
- La sicurezza degli oggetti (The Safety of Objects), regia di Rose Troche (2001)
- A proposito di Schmidt (About Schmidt), regia di Alexander Payne (2002)
- Undertow, regia di David Gordon Green (2004)
- The Wedding Date - L'amore ha il suo prezzo (The Wedding Date), regia di Clare Kilner (2005)
- Partnerperfetto.com (Must Love Dogs), regia di Gary David Goldberg (2005)
- La neve nel cuore (The Family Stone), regia di Thomas Bezucha (2005)
- Griffin & Phoenix, regia di Ed Stone (2006)
- Zodiac, regia di David Fincher (2007)
- Donne, regole... e tanti guai! (Georgia Rule), regia di Garry Marshall (2007)
- Il mio sogno più grande (Gracie), regia di Davis Guggenheim (2007)
- Jolene, regia di Dan Ireland (2008)
- Flash of Genius, regia di Marc Abraham (2008)
- Burn After Reading - A prova di spia (Burn After Reading), regia di Joel Coen (2008)
- Una tragica scelta (Inhale), regia di Baltasar Kormákur (2010)
- Abduction - Riprenditi la tua vita (Abduction), regia di John Singleton (2011)
- Questioni di famiglia (The Family Tree), regia di Vivi Friedman (2011)
- J. Edgar, regia di Clint Eastwood (2011)
- The Grey, regia di Joe Carnahan (2011)
- Beyond, regia di Josef Rusnak (2012)
- Qualcosa di straordinario (Big Miracle), regia di Ken Kwapis (2012)
- Struck by Lightning, regia di Brian Dannelly (2012)
- Trade of Innocents, regia di Christopher Bessette (2012)
- A Glimpse Inside the Mind of Charles Swan III, regia di Roman Coppola (2012)
- Stoker, regia di Park Chan-wook (2013)
- The Rambler, regia di Calvin Reeder (2013)
- Jobs, regia di Joshua Michael Stern (2013)
- Space Warriors, regia di Sean McNamara (2013)
- I segreti di Osage County (August: Osage County), regia di John Wells (2013)
- Insidious 3 - L'inizio (Insidious: Chapter 3), regia di Leigh Whannell (2015)
- Una notte da matricole (The D Train), regia di Jarrad Paul e Andrew Mogel (2015)
- Truth - Il prezzo della verità (Truth), regia di James Vanderbilt (2015)
- Passione senza regole (Careful What You Wish For), regia di Elizabeth Allen Rosenbaum (2015)
- Nonno scatenato (Dirty Grandpa), regia di Dan Mazer (2016)
- Lavender, regia di Ed Gass-Donnelly (2016)
- Sleepless - Il giustiziere (Sleepless), regia di Baran bo Odar (2017)
- Il domani tra di noi (The Mountain Between Us), regia di Hany Abu-Assad (2017)
- Quel lungo viaggio di Natale (The Christmas Train), regia di Ron Oliver (2017)
- Sei ancora qui - I Still See You (I Still see You), regia di Scott Speer (2018)
- The Courier, regia di Zackary Adler (2019)
- Hard Luck Love Song, regia di Justin Corsbie (2020)
- The Blazing World, regia di Carlson Young (2021)
- Illusioni mortali (Deadly Illusions), regia di Anna Elizabeth James (2021)
- La fidanzata di papà (Christmas Is Cancelled), regia di Prarthana Mohan (2021)
- Gone in the Night, regia Eli Horowitz (2022)
- Umma, regia di Iris Shim (2022)
- Agent Game, regia di Grant S. Johnson (2022)
- Ti giro intorno (Along for the Ride), regia di Sofia Alvarez (2022)
- Section 8, regia di Christian Sesma (2022)
- Scream VI, regia di Matt Bettinelli-Olpin e Tyler Gillett (2023)
- Tutti tranne te (Anyone But You), regia di Will Gluck (2023)
- A luci spente (Lights Out), regia di Christian Sesma (2024)
- Blackwater Lane, regia di Jeff Celentano (2024)

#### Televisione
- Saranno famosi (Fame) – serie TV, episodio 5x23 (1986)
- Prima base (Long Gone), regia di Martin Davidson – film TV (1987)
- Daddy - Un padre ragazzo (Daddy), regia di John Herzfeld – film TV (1987)
- La stoffa del campione (Unconquered), regia di Dick Lowry – film TV (1989)
- The Heart of Justice, regia di Bruno Barreto – film TV (1992)
- Foto di famiglia (Family Pictures), regia di Philip Saville – film TV (1993)
- L'ultimo fuorilegge (The Last Outlaw), regia di Geoff Murphy – film TV (1993)
- Friends – serie TV, episodi 9x11-9x12-9x13 (2003)
- Figlia del silenzio (The Memory Keeper's Daughter), regia di Mick Jackson – film TV (2008)
- Il silenzio del testimone (Silent Witness), regia di Peter Markle – film TV (2011)
- New Girl – serie TV, 8 episodi (2012-2013, 2018)
- Enlightened - La nuova me (Enlightened) – serie TV, 6 episodi (2013)
- Crisis – serie TV, 13 episodi (2014)
- Mozart in the Jungle – serie TV, episodi 2x04-2x07-3x01 (2015-2016)
- Polo Nord: Il potere magico del Natale (Northpole : Open for Christmas), regia di Douglas Barr – film TV (2015)
- Shameless – serie TV, 23 episodi (2015-2017)
- Pure Genius – serie TV, 13 episodi (2016-2017)
- American Horror Story – serie TV, episodi 7x03-7x04-7x05 (2017)
- LA to Vegas – serie TV, episodi 1x03-1x06 (2018)
- Homecoming – serie TV, episodi 1x01-1x02-1x03 (2018)
- Arrested Development - Ti presento i miei (Arrested Development) – serie TV, 7 episodi (2018-2019)
- Station 19 – serie TV, 5 episodi (2018-2019)
- The Purge – serie TV, 10 episodi (2018-2019)
- Into the Dark – serie TV, episodio 1x02 (2018)
- Quattro matrimoni e un funerale (Four Weddings and a Funeral) – miniserie TV, 6 puntate (2019)
- The Righteous Gemstones – serie TV, 4 episodi (2019)
- Hanna – serie TV, 13 episodi (2020-2021)
- Messiah – serie TV, episodi 1x08-1x09 (2020)
- Prodigal Son – serie TV, episodi 1x18-1x19-1x20 (2020)
- Secret Invasion – miniserie TV (2023)
- Chicago Fire – serie TV (2024-)

### Regista
- Love, Wedding, Marriage (2011)

## Doppiatori italiani
Nelle versioni in italiano delle opere in cui ha recitato, Dermot Mulroney è stato doppiato da:
- Francesco Prando in La sicurezza degli oggetti, Una tragica scelta, American Horror Story, Stoker, I segreti di Osage County, Insidious 3 - L'inizio, Truth - Il prezzo della verità, Passione senza regole, Nonno scatenato, Il domani tra di noi, LA to Vegas, Prodigal Son, Umma, Agent Game, Ti giro intorno, Sezione 8
- Massimo Rossi in Abduction - Riprenditi la tua vita, Il silenzio del testimone, Jobs, Crisis, Sleepless - Il giustiziere
- Roberto Chevalier in Friends, Zodiac, Shameless, Messiah
- Angelo Maggi in Si gira a Manhattan, Il mio sogno più grande, The Grey
- Riccardo Rossi in Il matrimonio del mio migliore amico, The Wedding Date - L'amore ha il suo prezzo, Sei ancora qui - I Still see You
- Massimo De Ambrosis in Per amore... dei soldi, Scream VI, Tutti tranne te
- Mauro Gravina in Copycat - Omicidi in serie, Sesso ed altre indagini
- Vittorio De Angelis in Intrigo a Hollywood, Gli anni dei ricordi
- Fabio Boccanera in Samantha - Il sorriso della vita, Enlinghtened - La nuova me
- Sandro Acerbo in Nome in codice: Nina, Donne, regole... e tanti guai!
- Gianluca Tusco in Goodbye Lover, Secret Invasion
- Vittorio Guerrieri in Undertow, Quel lungo viaggio di Natale
- Massimo Lodolo in Angels, Griffin & Phoenix
- Massimo Bitossi in Flash of Genius, New Girl
- Alessandro D'Errico in Into the Dark, La fidanzata di papà
- Edoardo Nevola in Young Guns - Giovani pistole
- Oreste Baldini in Che mi dici Willy?
- Luca Dal Fabbro in Tutto può accadere
- Francesco Pezzulli in I dannati di Hollywood
- Alessio Cigliano in Quella cosa chiamata amore
- Luciano Marchitiello in L'ultimo fuorilegge
- Tonino Accolla in Bad Girls
- Luigi Ferraro in Box of Moonlight
- Gioacchino Maniscalco in Effetto black out
- Roberto Draghetti in Kansas City
- Simone Mori in A proposito di Schmidt
- Roberto Pedicini in Partnerperfetto.com
- Riccardo Niseem Onorato in La neve nel cuore
- Angelo Nicotra in J. Edgar
- Pasquale Anselmo in Qualcosa di straordinario
- Stefano Mondini in Space Warriors
- Gianluca Iacono in The Purge
- Roberto Fidecaro in Donne, regole... e tanti guai! (ridoppiaggio)
- Antonio Palumbo in A luci spente
- Alberto Angrisano in Chicago Fire